# منتخب اليابان للريشة الطائرة
منتخب اليابان الوطني لتنس الريشة (باليابانية: バドミントン日本代表) هو ممثل اليابان الرسمي في المنافسات الدولية في كرة الريشة .